# Betty Taube

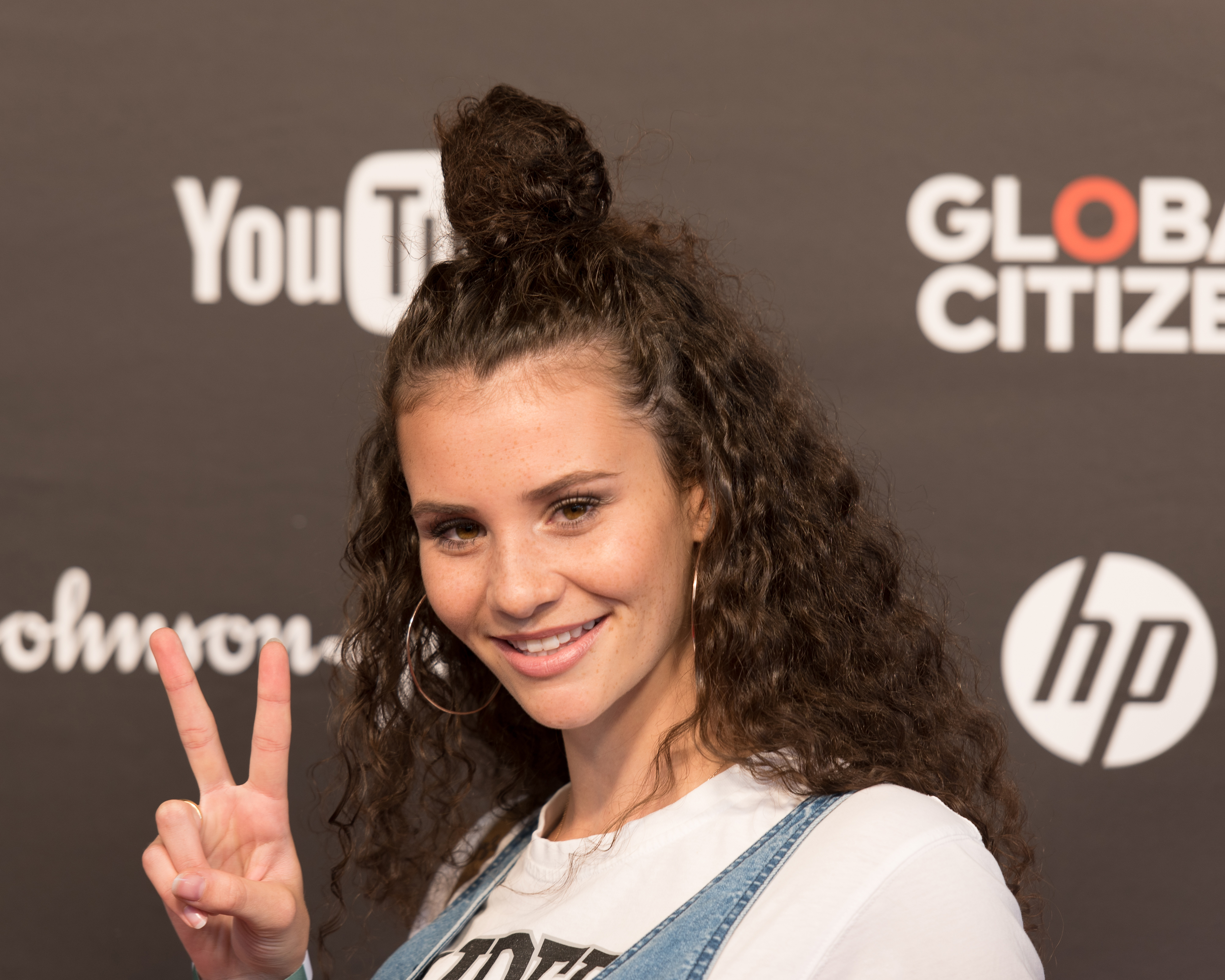
Betty Taube (2017)

Betty Taube (* 23. November 1994 in Eberswalde) ist ein deutsches Model. 2014 erreichte sie in der neunten Staffel von Germany’s Next Topmodel das Halbfinale. Später trat sie auch als Moderatorin und Schauspielerin in Erscheinung.

## Leben
Da ihre Mutter alkoholabhängig war, wurde Taube im Alter von neun Jahren vom Jugendamt in einem Heim in der Nähe von Wriezen untergebracht, wo sie für etwa acht Jahre lebte. 2014 nahm sie an der neunten Staffel von Germany’s Next Topmodel teil, bei der sie zusammen mit Aminata Sanogo und Nathalie Volk den geteilten vierten Platz belegte. Sie hatte bereits im Casting für die achte Staffel die Top 25 erreicht, jedoch zu Gunsten ihres Abiturs auf die Teilnahme verzichtet. In dieser Staffel wurde sie nicht gezeigt. Während der Dreharbeiten zu Germany’s Next Topmodel verstarb ihre Mutter.
Zusammen mit der Topmodel-Kandidatin Aminata Sanogo hatte sie anschließend einen Gastauftritt in der ARD-Serie Verbotene Liebe. Auf der Berliner Fashion Week 2014 lief sie für den Designer Guido Maria Kretschmer. Sie nahm an den ProSieben-Sendungen TV total Turmspringen und Wok-WM teil und erhielt im Boulevardmagazin taff unter dem Titel „Betty goes …“ ein eigenes Format, in dem sie diverse Städte und Länder erkundete.
Zusammen mit Stefanie Giesinger spielte sie in Matthias Schweighöfers Film Der Nanny mit.
2017 siegte sie bei ihrer Teilnahme an der Styling-Doku Promi Shopping Queen. Außerdem moderierte sie auf dem Disney Channel den Tanzwettbewerb Soy Luna – dein Auftritt.
Im Jahr 2016 heiratete Taube den Fußballspieler Koray Günter, den sie während der Dreharbeiten zu Betty goes Istanbul kennengelernt hatte. Im August 2021 gab Taubes Management die Trennung der beiden bekannt. Anschließend ließ Taube ihre diagnostizierte Depression drei Monate stationär therapieren, was sie 2024 öffentlich machte. Sie ist ausgebildete Kunstflugpilotin.

## Film und Fernsehen
- 2014: Germany’s Next Topmodel
- 2014: Verbotene Liebe (Folge 4574)
- 2014: taff – Betty goes Tokyo (Wochenserie)
- 2014: TV total Turmspringen
- 2015: taff – Betty goes Taiwan (Wochenserie)
- 2015: Wok-WM
- 2015: taff – Betty goes Istanbul (Wochenserie)
- 2015: Markus Lanz
- 2015: Der Nanny
- 2016: taff – Betty goes Südafrika (Wochenserie)
- 2016: taff – Betty goes Kuba (Wochenserie)
- 2017: Promi Shopping Queen
- 2017: taff – Betty goes Bali (Wochenserie)
- 2017: Soy Luna – Dein Auftritt (Moderation)
- 2017: taff – Betty goes Hawaii (Wochenserie)
- 2020: Quizduell (Fernsehsendung)
- 2020: 1, 2 oder 3
- 2022: Wer weiß denn sowas?
- 2025: Gute Zeiten, schlechte Zeiten (Fernsehserie, 1 Folge)